# Gazela Soemmerringova
Gazela Sommerringova (Nanger sommeringi) je druh gazely obývající oblast somálského poloostrova a malého území nad ním Žije zde v malých skupinách o pěti až patnácti kusech v travnatém buši. Samci mají svá teritoria a v době říje jsou velmi útoční. Při námluvách samici pronásleduje s nataženým krkem. Když samici dožene, nejdříve ji s vysoko vztyčenou hlavou prohání, poté si hrdě stoupne kolmo k ni, nebo za ni a jakmile se samice rozběhne, skočí na ni. Samice vystrčí vodorovně ocas, nahrbí záda a páření probíhá jako u všech gazel za chůze. Oba při tom mají vysoko vztyčené hlavy. Délka těla této gazely je kolem 135 cm, délka ocasu je 25 cm. Výška v kohoutku bývá 90 cm. Rohy mají délku 40 cm. Hmotnost bývá kolem 45 kg. Podle IUCN red list se jedná o zranitelný druh, početnost se odhaduje na 4–5 tisíc jedinců.